# Мильяиш, Анибал
Анибал Аугушту Мильяиш (порт. Aníbal Augusto Milhais) — наиболее отличившийся в Первую мировую войну португальский солдат. За проявленный в войне героизм получил прозвище «солдат, стоящий миллиона других» (порт. Soldado Milhões). Он является единственным солдатом, который награждён Орденом Башни и Меча, Доблести, Верности и Заслуг на поле битвы, а не на публичной церемонии в Лиссабоне.

## Ранние годы
Мильяиш родился 9 июля 1895 года в крестьянской семье в маленькой деревушке под Мурсой на севере страны. 30 июля 1915 года он был призван в пехотные войска. В 1917 году его мобилизовали в Португальский экспедиционный корпус. В том же году он прибыл во Францию в составе одной из бригад 2-й пехотной дивизии CEP, направленной на фронт боевых действий.

## Участие в войне
В начале 1918 года немцы направили три дивизии в сектор, где разместилась португальские войска. 9 апреля началась битва на Лисе. Рядовой Мильяиш оказался в самом центре битвы, на поле Исберг, где прикрывал отступление португальских и шотландских военных. Всего за несколько часов было убито около 2000 человек и более 5000 получили ранения. В этих условиях Мильяиш проявил незаурядное мужество, отбив практически в одиночку с помощью своего пулемёта «Льюис» две атаки немцев. Защищая своё подразделение, он оставался на посту до тех пор, пока не кончились боеприпасы. Его интенсивный огонь заставил немцев поверить в то, что они выступали против хорошо укреплённого соединения. В результате они обошли участок, так что Мильяиш оказался в их тылу. Оторвавшийся от родной части, он блуждал три дня почти без еды и питья. На третий день Мильяиш, всё ещё неся свой пулемёт, увидел утопавшего в топи шотландского майора. Когда он его спас, оба нашли путь к боевому лагерю союзников. Майор рассказал о подвигах своего спасителя британскому штабу.
Несколько месяцев спустя Мильяиш снова отбивал атаки немцев с помощью своего пулемёта, прикрывая переход бельгийских группировок в дополнительные окопы. Британские наблюдатели и бельгийское командование занесли в свои отчёты доблестные заслуги португальского рядового. Вскоре на поле битвы в присутствии 15 000 солдат союзнических войск рядовой Мильяиш был награждён высшим орденом своей страны, а также французским Орденом Почётного легиона.
15 июля 1918 года командир части Феррейра ду Амарал объявил Мильяишу официальную похвалу, в которой его доблесть охарактеризовали, что она стоила миллиона человек. В последующим за ним закрепилось прозвище «солдат, стоящий миллиона других» или Soldado Milhões, что созвучно с его фамилией.

## После войны
2 февраля 1919 года Мильяиш вернулся в родную деревню, женился на девушке по имени Тереза де Жезуш, с которой у него было девять детей. Из-за плачевного состояния португальской экономики после войны семья Мильяиша оказалась в трудном положении. Правительство страны обещало помочь ветерану, однако вместо предоставления финансовой поддержки в 1924 году назвало в его честь его родную деревню. Она стала называться Valongo de Milhais. Несмотря на весь почёт и похвалы, доставшиеся в его адрес, семья Мильяиша оставалась в нищете. В итоге в 1928 году он вынужден был перебраться в Бразилию. Узнав о том, что он бедствует, бразильские португальцы собрали для героя некоторый денежный фонд, что позволило ему вернуться на родину 5 августа того же года. Он снова занялся сельским хозяйством, получал небольшую пенсию и почитался в качестве национального героя. 3 июня 1970 года Анибал Мильяиш скончался в деревне, названной его именем.

## Признание
- В военном музее Порту работает постоянная выставка, посвящённая героическим подвигам Мильяиша.[1] А в его родной деревне на средства населения установлен бюст героя.[4]
- 12 апреля 2018 года состоялась премьера художественного фильма «Солдат, стоящий миллиона других» (порт. Soldado Milhões), сюжет которого выстроен вокруг военной биографии Анибала Аугушту Мильяиша.